# Flugplatz Hässleholm-Bokeberg

i7
i11
i13
Der Flugplatz Hässleholm-Bokeberg (schwedisch: Hässleholms flygplats; ICAO-Code: ESFA) ist ein öffentlicher Flugplatz, 12 km nordöstlich von Hässleholm sowie 4,5 km von Vinslöv in der schwedischen Provinz Skåne län.

## Flughafendaten
Der Flugplatz hat eine Graspiste mit 829 m Länge und 30 m Breite. Die Seehöhe beträgt 32 m. Er wurde 2000 eröffnet. Er ist im Besitz der Gemeinde Hässleholm und wird vom Hässleholms flygklubb betrieben.